# Ploceus melanogaster
Ploceus melanogaster е вид птица от семейство Ploceidae.

## Разпространение
Видът е разпространен в Бурунди, Екваториална Гвинея, Камерун, Демократична република Конго, Кения, Нигерия, Руанда, Судан, Танзания, Уганда и Южен Судан.